# Benglis ad
Benglis ad – zwyczajowa nazwa niezatytułowanej fotografii aut. Lyndy Benglis z 1974 roku. Sama Benglis nazywała pracę Rozkładówka (ang. Centerfold), jednak nazwa ta nie jest używana w literaturze przedmiotu.

## Opis
Autorka zdjęcia, Lynda Benglis pozuje na nim nago, trzymając między udami sztucznego penisa. Jej postawa parodiuje męskie poczucie dominacji. Erotyzm dzieła został wzmocniony poprzez natłuszczenie ciała oraz podwójną długość odlanego z lateksu fallusa. Artystka miała na sobie jedynie okulary przeciwsłoneczne i diamentowy kolczyk, a jej krótko ścięte włosy były wystylizowane żelem. Roberta Smith, krytyczka sztuki związana z The New York Times określiła postać Benglis jako androgyniczną. W swoim artykule z 2009 roku podkreśliła ona takie elementy kompozycji jak figlarny kąt bioder, lekkie rozszerzenie palców na biodrze, kąt jej głowy i pełne, falujące usta w stylu Man Raya, powtórzone przez krzywizny w odbiciu kocich okularów.

## Odbiór i interpretacja
Zdjęcie powstało jako reklama wystawy Lynda Benglis/Robert Morris, 1973-74 w galerii Susan Inglett w Londynie. Rozkładówka była jej głównym eksponatem, a sama wystawa obrazowała w jaki sposób Benglis coraz odważniej przełamywała tabu w swoich kolejnych pracach. Reklamę opublikowano w magazynie Artforum. Praca Benglis wywołała kontrowersje, a także dyskusję co do jego statusu ontologicznego. Sama autorka uważała zdjęcie za dzieło sztuki. Część odbiorców uznała je za reklamę, jeszcze inni zaś za pornografię. Niektórzy na znak protestu zrezygnowali z prenumeraty. Z drugiej strony, reklama Benglis wywołała entuzjastyczne reakcje artystek feministycznych. Opublikowanie reklamy Benglis przez wydawców Artmagazine doprowadziło do podziału wewnątrz redakcji, w efekcie czego Rosalind Krauss i Annette Michelson założyły własne pismo October.
Dzieło stanowi parodię patriarchalnego społeczeństwa i maczyzmu. Jest także atakiem wymierzonym w zdominowanych przez mężczyzn amerykańskie środowisko minimalistów i postminimalistów. Amerykański historyk sztuki Hal Foster podaje fotografię Benglis jako przykład, w jaki sposób artystki feministyczne lat 70. i 80. obróciły koncepcje Freuda przeciwko mężczyznom. Zdaniem tego pokolenia feministek, tezy Freuda są z gruntu mizoginistyczne i męskocentryczne. Na przykład, jeden z następców Freuda, Jacques Lacan sprowadził istotę kobiecości do braku przyrodzenia. Sam Freud określał kobiety jako bierne, a opisany przez niego kompleks Edypa nie miał odpowiednika w kształtowaniu się psychiki dziewczynek.